# NGC 2413
NGC 2413 је група звезда у сазвежђу Крма која се налази на NGC листи објеката дубоког неба.
Деклинација објекта је - 13° 7' 9" а ректасцензија 7h 33m 19,0s. Привидна величина (магнитуда) објекта NGC 2413 износи 13,6.